# لوسيا ماتشادو دي ألميدا
لوسيا ماتشادو دي ألميدا (بالإنجليزية: Lúcia Machado de Almeida)‏ (1910 في البرازيل - 30 أبريل 2005، إنداياتوبا في البرازيل)؛ كاتِبة وروائية برازيلية.